# Соколовский, Даниил Львович
Даниил Львович Соколовский (22 августа1896, Картуз-Берёза Гродненской губернии — 1986, Ленинград) — советский гидрограф, педагог, профессор Государственного гидрологического института Главного управления гидро-метеорологической службы РККА, доктор технических наук. Один из основоположников учения о стоке. Заслуженный деятель науки и техники РСФСР. Лауреат Сталинской премии в области науки (1943).

## Биография
Родился 22 августа 1896 года. Окончил Харьковский сельскохозяйственный институт им. В. В. Докучаева (1926), инженер-мелиоратор.
Научную деятельность начал в 1926 году в речном отделе Государственного гидрологического института. С 1929 г., одновременно с работой в ГГИ, начал работать в Гидроэнергопроекте, где руководил группой гидрологических расчетов. В процессе работы впервые применил метод кривых распределения, получивший впоследствии широкое применение в гидрологических и водохозяйственных расчетах при проектировании гидротехнических сооружений. Монография, в которой излагается применение этого метода, «Применение кривых распределения к установлению вероятных колебаний годового стока рек Европейской части СССР», была опубликована в 1930 г.
В 1932 разработанная Д. Л. Соколовским методика гидрологических расчетов с применением теории вероятностей и кривых распределения была внедрена в широкую гидрологическую практику во всесоюзном масштабе, и с этого времени в Государственном гидрологическом институте он возглавил все исследования речного стока, в то же время сохраняя тесную связь с производством, работая по совместительству консультантом в Гидроэнергопроекте и в других учреждениях.
Тогда же началась его педагогическая деятельность в Ленинградском Государственном университете.
Учёный занимался исследованиями по дальнейшему развитию применения методов математической статистики в гидрологической науке и практике, опубликовав, в частности, работы «О причинах падения коэффициента вариации вниз по течению рек», «Применение кривых вероятностей и расчеты, годового и максимального стока» и ряд других.
Им разрабатывались проблемы, связанные с генезисом формирования стока в целях получения количественных связей между физико-географическими стокообразующими факторами и речным стоком.
Ему принадлежит ряд крупных исследований, во многом определивших направление развития отечественной гидрологии в области генезиса — водного баланса бассейнов и формирования максимального стока.
По исследованию генезиса максимального стока в 1937 г. им была опубликована монография «Нормы максимального стока весенних паводков рек СССР» и ряд статей, в том числе: «Приближенная формула расчета максимального стока ливневых вод» (1937) и «О формуле максимальных расходов талых вод в зависимости от энергии солнечной радиации и температуры воздуха» (1939). Уже в 1937 г. за выдающиеся труды Высшей аттестационной комиссией Соколовскому были присуждены без защиты диссертации степень доктора технических наук и звание профессора.
Был одним из инициаторов создания стоковых научно-исследовательских и балансовых станций, являлся одним из основоположников региональной гидрологии.
Замечательной особенностью являлось его стремление связать теоретические исследования с практическим применением их результатов. Всесоюзную известность получили формулы Д. Л Соколовского для расчетов максимального стока, вошедшие в Государственный стандарт, а исследование кривых Пирсона 3-го типа позволило создать методику расчета кривых обеспеченности, и до настоящего времени широко применяемую в гидрологическом обосновании гидротехнических сооружений.
В первые годы Великой Отечественной войны на Урале возводилась грандиозная промышленная база, над созданием которой трудилась вся страна, и вопрос гидрологического обоснования строительства оказался одним из важнейших. Разрешению этой задачи во многом способствовала работа Д. Л Соколовского «Водные ресурсы рек промышленного Урала» (1943). За эту работу он был удостоен Сталинской премии.
В 1946 году им была опубликована капитальная работа: «Гидрологические и водохозяйственные расчеты при проектировании малых ГЭС», явившаяся обобщением всех его личных исследований и литературных сведений по прикладной гидрологии.
В области теоретической гидрологии ему также принадлежат имеющие большое значение работы, в частности, «Речной сток» (1952). В 1959 г. второе издание этого труда было опубликовано как учебник. Этот труд отличается широким теоретическим рассмотрением процессов формирования стока и практическими рекомендациями по применению физико-математических и статистических методов к расчетам речного стока.
Старший научный сотрудник (1932), доктор технических наук (1937, без защиты диссертации), профессор (1937).
Д. Л. Соколовский являлся выдающимся педагогом, с 1945 он руководил кафедрой инженерной гидрологии в Ленинградском гидрометеорологическом институте, возглавляя, таким образом, всю гидрологическую подготовку как студентов института, так и молодых кадров научных работников. Под его началом защитил кандидатскую диссертацию И. А. Шикломанов.
Похоронен на Комаровском кладбище под Петербургом.

## Научные труды
- Нормы максимального стока весенних паводков рек СССР. 1937 (монография).
- Речной сток [Текст] : учебник / Д. Л. Соколовский. — 2-е изд., испр. и доп. — Л. : Гидрометеоиздат, 1959. — 527 с.

## Награды и звания
- Сталинская премия 2 степени (1946 год) — за научный труд «Водные ресурсы рек промышленного Урала и методика их расчёта» (1943).[1]
- Заслуженный деятель науки и техники РСФСР (1967).